# Lijst van Stolpersteine in Vlissingen

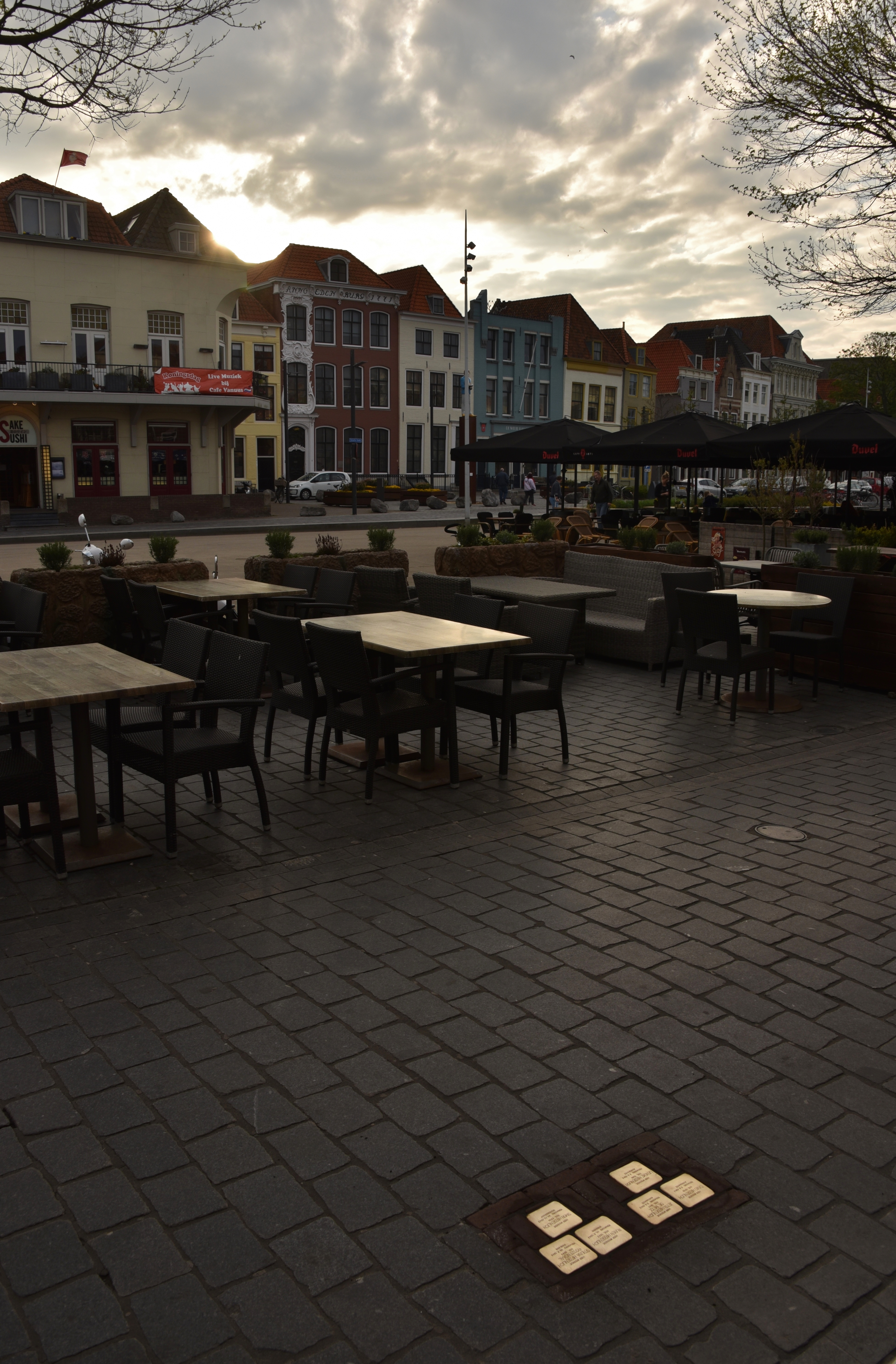
Stolpersteine voor familie Hiegenlich, Bellamypark 6

De lijst van Stolpersteine in Vlissingen geeft een overzicht van de Stolpersteine in de Nederlandse gemeente Vlissingen in de Nederlandse provincie Zeeland die zijn geplaatst in het kader van het Stolpersteine-project van de Duitse beeldhouwer-kunstenaar Gunter Demnig.
Omdat het Stolpersteine-project doorloopt, kan deze lijst onvolledig zijn.

## Stolpersteine
In Vlissingen liggen 31 Stolpersteine op dertien adressen.
| Afbeelding | Inscriptie                                                                        | Adres                                                            | Herdachte persoon                         |
| ---------- | --------------------------------------------------------------------------------- | ---------------------------------------------------------------- | ----------------------------------------- |
|            | HIER WOONDE BAREND BOUMAN GEB. 1885 VERMOORD 22.10.1942 AUSCHWITZ                 | Vlissingen, Lepelstraat 7                                        | Barend Bouman (1885–1942)                 |
|            | HIER WOONDE LIZA BOUMAN-NOACH GEB. 1875 VERMOORD 2.4.1943 SOBIBOR                 | Vlissingen, Lepelstraat 7                                        | Liza Bouman-Noach (1875–1943)             |
|            | HIER WOONDE DANIEL CRACAU GEB. 1917 VERMOORD 31.3.1944 AUSCHWITZ                  | Vlissingen, Molenstraat 44                                       | Daniel Cracau (1917–1944)                 |
|            | HIER WOONDE DAVID CRACAU GEB. 1906 VERMOORD 31.12.1943 GRÄDITZ                    | Vlissingen, Hoek Gasthuisstraat/Koestraat (vorm. Paardemarkt 29) | David Cracau (1906–1943)                  |
|            | HIER WOONDE JACOB CRACAU GEB. 1909 VERMOORD 19.8.1942 AUSCHWITZ                   | Vlissingen, Nieuwendijk 54-60                                    | Jacob Cracau (1909–1942)                  |
|            | HIER WOONDE MILKA CRACAU GEB. 1936 VLUCHT OVERLEDEN 1.6.1940 ROXEM                | Vlissingen, Hoek Gasthuisstraat/Koestraat (vorm. Paardemarkt 29) | Milka Cracau (1936–1943)                  |
|            | HIER WOONDE VICTOR CRACAU GEB. 1932 VLUCHT OVERLEDEN 10.10.1942 AMSTERDAM         | Vlissingen, Hoek Gasthuisstraat/Koestraat (vorm. Paardemarkt 29) | Victor Cracau (1937–1942)                 |
|            | HIER WOONDE SOPHIA CRACAU- EPHRAÏM GEB. 1911 VERMOORD 12.2.1943 AUSCHWITZ         | Vlissingen, Hoek Gasthuisstraat/Koestraat (vorm. Paardemarkt 29) | Sophia Cracau-Ephraïm (1911–1943)         |
|            | HIER WOONDE ENGELTJE CRACAU- FRANK GEB. 1880 VERMOORD 22.10.1943 AUSCHWITZ        | Vlissingen, Molenstraat 44                                       | Engeltje Cracau-Frank (1880–1943)         |
|            | HIER WOONDE LODEWIJK FRANK GEB. 1881 VERMOORD 23.4.1943 SOBIBOR                   | Vlissingen, Boulevard de Ruyter 100                              | Lodewijk Frank (1881–1943)                |
|            | HIER WOONDE AMALIA FRANK- SOESMAN GEB. 1878 VERMOORD 23.4.1943 SOBIBOR            | Vlissingen, Boulevard de Ruyter 100                              | Amalia Frank-Soesman (1878–1943)          |
|            | HIER WOONDE MINA HELENA GLAZER GEB. 1909 VERMOORD 8.10.1942 AUSCHWITZ             | Vlissingen, Nieuwendijk 19                                       | Mina Helena Glazer (1909–1942)            |
|            | HIER WOONDE HENDRIKA GLAZER -VAN DER SLUIS GEB. 1869 VERMOORD 8.10.1942 AUSCHWITZ | Vlissingen, Nieuwendijk 19                                       | Hendrika Glazer-van der Sluis (1869–1942) |
|            | HIER WOONDE DAVID HIEGENLICH GEB. 1910 VERMOORD 7.9.1942 AUSCHWITZ                | Vlissingen, Bellamypark 6                                        | David Hiegenlich (1910–1942)              |
|            | HIER WOONDE LIENEKE HIEGENLICH GEB. 1940 VERMOORD 7.9.1942 AUSCHWITZ              | Vlissingen, Bellamypark 6                                        | Lieneke Hiegenlich (1940–1942)            |
|            | HIER WOONDE RUBEN HIEGENLICH GEB. 1882 VERMOORD 16.7.1943 SOBIBOR                 | Vlissingen, Bellamypark 6                                        | Ruben Hiegenlich (1882–1943)              |
|            | HIER WOONDE SIMON HIEGENLICH GEB. 1914 VERMOORD 31.12.1942 SEIBERSDORF            | Vlissingen, Bellamypark 6                                        | Simon Hiegenlich (1914–1942)              |
|            | HIER WOONDE JETTA HIEGENLICH- DE METZ GEB. 1911 VERMOORD 7.9.1942 AUSCHWITZ       | Vlissingen, Bellamypark 6                                        | Jetta Hiegenlich-de Metz (1911–1942)      |
|            | HIER WOONDE SERLINA HIEGENLICH -ROOZENDAAL GEB. 1883 VERMOORD 16.7.1943 SOBIBOR   | Vlissingen, Bellamypark 6                                        | Serlina Hiegenlich-Roozendaal (1883–1943) |
|            | HIER WOONDE JACOB WILLEM LOURIER GEB. 1887 VERMOORD 15.10.1942 AUSCHWITZ          | Vlissingen, Walstraat 2                                          | Jacob Willem Lourier (1887–1942)          |
|            | HIER WOONDE HERMAN LOUIS VAN ZANTEN GEB. 1907 VERMOORD 28.8.1942 AUSCHWITZ        | Vlissingen, Badhuisstraat 144-146 (vorm. No. 98)                 | Herman Louis van Zanten (1907–1942)       |

## Data van plaatsingen
- 13 juni 2019: zes Stolpersteine op Lepelstraat 7, Nieuwendijk 19 en 54-60, Walstraat 2
- 22 september 2021: vijftien Stolpersteine op Badhuisstraat 144-146, Bellamypark 6, Boulevard de Ruyter 100, hoek Gasthuisstraat/Koestraat, Molenstraat 44
- 17 november 2021: tien Stolpersteine op Arbeidstraat 40, Leliënlaan 6, Singel 328, Sottegemstraat 83